# فيليب آدموفيتش
فيليب آدموفيتش مواليد 15 ديسمبر 1988 في بلغراد، جمهورية صربيا الاشتراكية، هو لاعب كرة سلة صربي. بدأ مسيرته الاحترافية في سنة 2006. يلعب في الدوري الروماني لكرة السلة كلاعب هجوم خلفي. يحمل الرقم 8. يبلغ طوله 5 قدم 11 بوصة (1.8 م).

## المسيرة الاحترافية
لعب مع نادي إيجوكيا لكرة السلة من سنة 2006 إلى 2008، ثم لعب مع نادي بوراتس بانيا لوكا في سنة 2011، ثم لعب مع سي إس يو بلويشت في موسم 2013–2014.

## روابط خارجية
- فيليب آدموفيتش على موقع الاتحاد الدولي لكرة السلة (الإنجليزية)
- فيليب آدموفيتش على موقع الدوري الأوروبي لكرة السلة (الإنجليزية)
- فيليب آدموفيتش على موقع كرة السلة الأوروبية.كوم (الإنجليزية)
- فيليب آدموفيتش على موقع ريلجم (الإنجليزية)
- فيليب آدموفيتش على موقع بروبوليرز (الإنجليزية)
- فيليب آدموفيتش على موقع سبورتس رفرنس (الإنجليزية)